# Sapindus delavayi
Sapindus delavayi là một loài thực vật có hoa trong họ Bồ hòn. Loài này được (Franch.) Radlk. miêu tả khoa học đầu tiên năm 1890.